# Johann Baptist von Waldstätten
Johann Baptist von Waldstätten, född 24 juni 1833 i Gospić, död 31 december 1914 i Wien, var en österrikisk friherre, militär och författare. Han var farbror till Alfred von Waldstätten.
Waldstätten blev officer vid ett infanteriregemente 1851 och vid ingenjörkåren samma år, utnämndes 1856 till kapten vid generalstaben, där han 1870 befordrades till överste. År 1877 blev han generalmajor och brigadchef samt 1882 generallöjtnant (fältmarskalklöjtnant) och chef för sjätte infanterifördelningen (Temesvár). Åren 1889–1905 var han general (fälttygmästare) och chef för sjunde armékåren (Temesvár). Han deltog med utmärkelse i 1859 och 1866 års krig.